# Kopalnia rud w Rudkach
Kopalnia rud w Rudkach – kopalnia w Rudkach w rejonie świętokrzyskim eksploatująca w okresie 1925 – 1973 rudy żelaza, na potrzeby pozyskania z nich siarki oraz żelaza, a okresowo także uranu.

## Złoże rud
W Rudkach głównym elementem złożowym jest żyła hydrotermalna złożona przede wszystkim z siarczków żelaza: pirytu, miejscami też z markasytu. Żyła wypełnia dwie strefy uskokowe i biegnie po tych uskokach, zapadając w kierunku wschodnim pod kątem ponad 40 stopni. W połowie lat 40. XX w. jej rozpoznana długość wynosiła 300 m, głębokość do 120 m, a miąższość 9 m. Zasoby pirytu w rozpoznanej części złoża ustalono wówczas na prawie 1,6 mln ton. Piryt zawierał 40-50% siarki i znikome domieszki m.in. miedzi. Występował w dwóch odmianach: sypkiej i zbitej, jako naskorupienia, konkrecje. Sokołowski podawał odmienną zawartość siarki w pirycie: 37% w sypkiej i 20% w zbitej. Żyła biegnie w obrębie skał węglanowych środkowego dewonu (eiflu), które są częściowo zsyderytyzowane. W tych skałach występują gniazdowe skupienia syderytu miąższości od ponad metra do prawie 7 m i o zawartości żelaza 40-47%. Również one miały znaczenie gospodarcze, a zasoby rud syderytowych w połowie lat 40. XX w. szacowano na prawie 0,5 mln ton. Zarówno pirytowa żyła, jak i syderyty nie dochodzą do powierzchni, gdyż przykrywa je gruba strefa zwietrzelinowa w postaci czapy żelaznej złożonej głównie z pylastego hematytu, tzw. śmietany hematytowej, który powstał na drodze dehydratyzacji siarczków żelaza. Występuje tam też limonit. Czapa miąższości do 20 m dochodziła aż do powierzchni Ziemi. Hematyt ten zawierał ok. 48% Fe, a jego zasoby w 1939 r. szacowano orientacyjnie na 32 tys. ton. Mineralizację pirytową i syderytową datuje się na późny etap orogenezy waryscyjskiej, ale przed cechsztynem, zaś powstanie czapy żelaznej przypuszczalnie na okres znacznie późniejszy – paleogen – neogen.

## Wydobycie
Najstarsze ślady wydobycia rud na terenie późniejszej dwudziestowiecznej kopalni obejmują pozostałości sztolni i szybu wraz z resztkami obudów drewnianych i narzędzi kamiennych znalezione podczas badań archeologicznej w latach 1956-1959 na głębokości 16-18 m, a także ślady osadnictwa na powierzchni w Rudkach. Ta starożytna kopalnia datowana jest na podstawie ceramiki znalezionej zarówno na powierzchni, jak i w zawalisku podziemnego korytarza na późną fazę okresu wpływów rzymskich, na II – IV w. n.e. Na powierzchni znaleziono także denary z okresu panowania Wespazjana oraz Trajana. Wydobycie w tamtych okresie prowadzone było wyłącznie w obrębie hematytowej czapy żelaznej, nie ma śladów eksploatacji w skałach zawierających syderyty lub piryt. W trakcie poszukiwań archeologicznych na terenie Rudek znaleziono wielkie składowiska kloców żużli pohutniczych wraz z ceramiką okresu rzymskiego.
Zapomniane złoże powtórnie odkrył w 1922 r. Jan Samsonowicz, w efekcie czego zaczęto eksploatację hematytu z górnej części złoża. W 1933 w trakcie prac wydobywczych stwierdzono obecność w głębszej części złoża dużej żyły pirytowej o znaczeniu gospodarczym, późniejsze badania ustaliły, że jest to złoże pirytu o największych zasobach w kraju. Dokładne rozpoznanie złoża wykonał Jan Czarnocki. W 1937 r. dotychczas prywatną kopalnię upaństwowiono. Rudę syderytową wydobywano od 1933, a piryt od 1934 r. W związku z rozpoczęciem pozyskiwania żyłowego pirytu oprócz dotychczasowej kopalni odkrywkowej założono też kopalnię głębinową drążąc sztolnie i szyby w ślad za żyłą.
Przed rozpoczęciem eksploatacji pirytu w Rudkach w Polsce pozyskiwano z innych złóż około 1,2 tys. ton pirytu rocznie (1933 r.). Uruchomienie wydobycia tego minerału w Rudkach w 1934 r. spowodowało, że jego krajowa produkcja już w tym roku sięgnęła 12 tys. ton, w 1937 przekroczyła 82 tys. ton, a w 1938 r. – 92 tys. ton. W 1968 r. wydobyto 130 tys. ton pirytu z żyły i dodatkowo 170 tys. ton skały pirytonośnej, zawierającej piryt w postaci żyłek lub impregnacji w skale. Piryt wydobywano głównie jako surowiec do wytwarzania kwasu siarkowego.
Zakład górniczy oprócz samej kopalni rud i jej zabudowań obejmował także kopalnię piasków podsadzkowych w Michałowie, połączoną z Rudkami kolejką wąskotorową, a w samych Rudkach zbiorniki osadnikowe, poflotacyjne oraz zwałowiska: skały płonnej i ubogiej rudy.
Skały pirytonośne zawierały też domieszkę uranu. W trakcie wytwarzania koncentratu pirytowego w procesie wzbogacania rudy pirytowej uzyskiwano osad odpadowy wzbogacony w uran, którego zawartość wynosiła w nim 0,15%. Osad ten sprzedawano od 1964 do 1968 Zakładowi Techniczno-Doświadczalnemu
w Kowarach, gdzie produkowano z niego koncentrat uranu. W sumie sprzedano 1200 ton osadu, miał on jednak niską jakość ze względu na zbyt dużą zawartość pirytu.

## Zamknięcie zakładu górniczego i rekultywacja obszarów pokopalnianych
Pod koniec lat 60. XX w. w związku z wyeksploatowaniem najpłytszych i najbogatszych w siarkę partii złoża koszty wydobycia stawały się coraz wyższe. Poza tym w tych latach zaczęło intensywnie rozwijać wydobycie siarki rodzimej w Tarnobrzegu i jego okolicach, z której również można było produkować kwas siarkowy. Doprowadziło to do postawienia kopalni w Rudkach w stan likwidacji w 1970 r. i rozpoczęcia stopniowej rekultywacji terenów kopalnianych. Prace rekultywacyjne przeprowadzono w latach 1970-1973 i w latach 1976, 1977. Głównym problemem było skażenie siarczkami metali i produktami ich utleniania, zakwaszenie i zasolenie gruntów i wód gruntowych na terenie składowiska rud i odstojników, co skutkowało m.in. brakiem zarastania roślinnością. Rekultywacja składowiska polegało na mechanicznym rozluźnieniu budujących je iłów i usunięciu dużych brył rudy, a następnie posypanie osadów wapnem gaszonym, a później mączką fosforytową. Badania kontrolne składowiska w roku 2005 wykazały, że skażenia metalami ciężkimi nie ma, jednak wciąż osad jest silnie zakwaszany (pH nie przekracza 4) i miejscami zasolony. Tereny odstojników posypano wapnem, po czym pokryto ziemią nieskażoną, na której nasadzono różne gatunki traw i roślin motylkowych. Rekultywacja była skuteczna.